# Rain Of Revolution
«Rain Of Revolution» — пісня литовського гурту Fusedmarc для конкурсу  Євробачення 2017 в Києві, Україна. Пісня була виконана у другому півфіналі Євробачення, 11 травня, але до фіналу не пройшла.

## Список композицій
| Digital download | Digital download     | Digital download |
| #                | Назва                | Тривалість       |
| ---------------- | -------------------- | ---------------- |
| 1.               | «Rain of Revolution» | 3:05             |